# 1999 CH154
1999 CH154, também escrito como 1999 CH154, é um objeto transnetuniano (TNO) que está localizado no cinturão de Kuiper, uma região do Sistema Solar. Este corpo celeste é classificado como um cubewano. Ele possui uma magnitude absoluta (H) de 7,8 e, tem um diâmetro estimado com cerca de 121 km, por isso é pouco provável que possa ser classificado como um planeta anão, devido ao seu tamanho relativamente pequeno.

## Descoberta
1999 CH154 foi descoberto no dia 12 de fevereiro de 1999 pelos astrônomos J. X. Luu, C. A. Trujillo e D. C. Jewitt.

## Órbita
A órbita de 1999 CH154 tem uma excentricidade de 0.013 e possui um semieixo maior de 43.228 UA. O seu periélio leva o mesmo a uma distância de 42.662 UA em relação ao Sol e seu afélio a 43.795.